# Enargia pallida
Enargia pallida är en fjärilsart som beskrevs av Barend J. Lempke 1965. Enargia pallida ingår i släktet Enargia och familjen nattflyn. Inga underarter finns listade i Catalogue of Life.